# Rio Dora Baltea

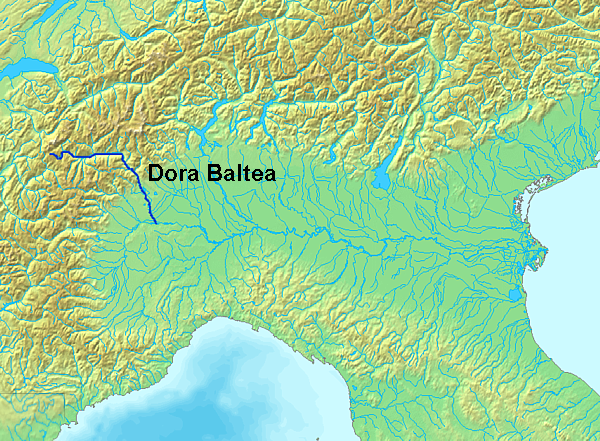
Localizaçnao do Dora Baltea

O Dora Baltea, mas que também é conhecido em França como Doire Baltée, é um rio da Itália setentrional, e um dois importantes afluentes do Rio Pó.

## História
O seu nome deriva da palavra latina Duria Maior o Duria Bautica, mas foi a segunda versão que se afirmou e provém do seu afluente Bauticum.

## Geografia
O Dora Baltea nasce no Vale de Aosta pela confluência de duas torrentes, o Dora Vény que nasce no glaciar das Agulhas de Tré-la-Tête, e da Dora Ferret
Passa por Courmayeur e Aosta, no vale do mesmo nome, e Ivrea no Piemonte

## Etimologia
Na versão francesa diz-se pouco se saber da etimologia de dora, doire ou doron muito corrente nos Alpes do norte, mas pensa-se que Durance, Dranse ou Douro se referem à mesma etimologia.
Também dizem que se trata de um hidrónimo pré-céltico (Ligúria ?) que significa; água corrente, torrente. Os termos bretões dour e dwr significam unicamente; água.